# Hypena regia
Hypena regia är en fjärilsart som beskrevs av Swinhoe 1905. Hypena regia ingår i släktet Hypena och familjen nattflyn. Inga underarter finns listade i Catalogue of Life.